# Gubaliana
Gubaliana (łac. Diocesis Gubalianensis) – stolica historycznej diecezji w Cesarstwie rzymskim w prowincji Byzacena, współcześnie w Tunezji. Obecnie katolickie biskupstwo tytularne.

## Biskupi tytularni
| Lp. | Biskup                  | Funkcja                                | Od               | Do                   |
| --- | ----------------------- | -------------------------------------- | ---------------- | -------------------- |
| 1   | Angel Morta Figuls      | biskup pomocniczy Madrytu (Hiszpania)  | 19 stycznia 1965 | 21 czerwca 1972      |
| 2   | Alberto Jover Piamontea | biskup pomocniczy Jaro (Filipiny)      | 28 grudnia 1974  | 2 kwietnia 1986      |
| 3   | Orlando Romero          | biskup pomocniczy Montevideo (Urugwaj) | 26 maja 1986     | 25 października 1994 |
| 4   | Otto Georgens           | biskup pomocniczy Spiry (Niemcy)       | 27 stycznia 1995 |                      |